# ساموئل کابایرو
ساموئل کابایرو (اسپانیایی: Samuel Caballero‎؛ زادهٔ ۲۴ دسامبر ۱۹۷۴) بازیکن فوتبال اهل هندوراس بود.
از باشگاه‌هایی که در آن بازی کرده است می‌توان به باشگاه فوتبال دپورتیوو المپیا، باشگاه فوتبال اودینزه، باشگاه فوتبال سالرنیتانا، باشگاه ورزشی دفنسور، باشگاه فوتبال چانگچون یاتای، باشگاه فوتبال شیکاگو فایر، و باشگاه فوتبال ناسیونال (اروگوئه) اشاره کرد.
وی همچنین در تیم‌های ملی فوتبال زیر ۲۳ سال هندوراس و هندوراس بازی کرده است.